# Снейдерс, Франс
Франс Снейдерс, Франс Снайдерс (нидерл. Frans Snyders, Frans Snijders; 11 ноября 1579, Антверпен — 19 августа 1657, Антверпен) — южно-нидерландский (фламандский) живописец, мастер натюрмортов и анималистических картин в стиле своеобразного фламандского барокко. Снейдерс изображал животных, сцены охоты, рыночные сцены и натюрморты из битой дичи. Он был одним из первых анималистов, и ему приписывают создание широкого спектра новых сюжетов и тем в этом жанре живописи. Он регулярно сотрудничал с ведущими художниками Антверпена, такими как Питер Пауль Рубенс, Антонис Ван Дейк и Якоб Йорданс.

## Биография
Франс Снейдерс родился в семье богатого бюргера Яна Снейдерса, владельца гостиницы в Антверпене, и Марии Гейсбрехтс осенью 1579 года (крещён 11 ноября). У Снейдерса было пятеро братьев и сестер. Его брат Мишель также стал художником, но его работы неизвестны.
Способности к рисованию обнаружились у Франса очень рано, и уже в 13—14 лет он стал учиться живописи у знаменитого Питера Брейгеля Младшего и Хендрика ван Балена (первого учителя Антониса Ван Дейка).
В 1602 году Франс Снейдерс стал мастером Гильдии Святого Луки Антверпена. В 1608—1609 годах он путешествовал по Италии, поселился в Риме. Затем отправился из Рима в Милан. Ян Брейгель Старший представил его в письме известному коллекционеру произведений искусства кардиналу Карло Борромео. Брейгель попросил Снейдерса написать копию портрета Тициана из коллекции Борромео. Это считается свидетельством того, что Снейдерс был опытным художником-портретистом ещё до того, как обратил своё внимание на натюрморты.
Снейдерс вернулся в Антверпен весной 1609 года. В 1611 году он женился на Маргарите де Вос, сестре братьев-художников Корнелиса и Пауля де Воса.
У Снайдерса было много покровителей, в том числе епископ города Брюгге, известный меценат Антонио Трист, который около 1615 года заказал художнику четыре картины с изображением рыночных сцен (ныне в Эрмитаже, Санкт-Петербург). Художник был другом Ван Дейка, не раз писавшего портреты Снейдерса и его жены. Снейдерс добился коммерческого успеха и смог купить дом на дорогой улице Кайзерстраат в Антверпене. В 1628 году он стал деканом антверпенской Гильдии Святого Луки.
В 1619 году Снейдерс был избран членом антверпенского Братства романистов, а в 1628 году — его деканом. Для позднего периода его творчества характерны «монументальные натюрморты», всегда пользовавшиеся большой популярностью среди покупателей. Созданные им огромные декоративные картины, в частности, украшали столовую во дворце Антонио Триста. Снейдерс был назначен главным художником штатгальтера Испанских Нидерландов кардинала-инфанта Фердинанда.
В период 1636—1638 годов Снейдерс был одним из антверпенских художников, которые помогали Рубенсу в большом заказе по декорированию охотничьего павильона Торре де ла Парада короля Испании Филиппа IV. Два художника также работали вместе над росписями Мадридского Алькасара и королевского дворца Буэн-Ретиро. Снейдерс написал около шестидесяти картин об охоте и животных по эскизам Рубенса. В 1639 году Рубенс и Снейдерс получили заказ ещё на восемнадцать картин для охотничьего павильона. После смерти Питера Пауля Рубенса Снейдерс выступил одним из оценщиков художественной коллекции Рубенса.
В 1641 и 1642 годах Снейдерс вместе с другими художниками путешествовал по Голландской республике. В 1646 году Снейдерс, вероятно, находился в Бреде. Он овдовел в 1647 году. Cкончался 19 августа 1657 года в Антверпене. Он умер бездетным и завещал своё состояние сестре. Торговец из Антверпена Маттейс Муссон приобрёл его обширную коллекцию произведений искусства, в которую вошли работы ведущих фламандских и голландских художников XVI—XVII веков, таких как Рубенс, Антонис Ван Дейк, Хендрик ван Бален, Ян Брейгель Старший, Питер Брейгель Старший, Франс Эйкенс и др. 
У Франса Снейдерса было много учеников. Считается, что среди его учеников были Никасиус Бернартс, Питер ван Букле, Юриан Якобс, Ян Роос и Пауль де Вос. Ян Фит (Йоаннес Фийт) с 1629 года был учеником, а затем помощником Снейдерса. Питер ван Букль утверждал, что он также был учеником Франса Снейдерса, но письменных источников, подтверждающих это утверждение не сохранилось. Однако в работах ван Букля имеются качества, позволяющее предположить, что он работал в кругу Франса Снейдерса.

## Творчество
Вначале основной темой творчества Снейдерса были натюрморты, в дальнейшем он стал проявлять больший интерес к анималистическим сюжетам и сценам охоты. Мастерство Снейдерса высоко ценил Питер Пауль Рубенс, с 1613 года приглашавший его к сотрудничеству для написания животных в своих картинах. Его сотрудничество с Рубенсом началось в 1610-х годах.
Снейдерс не любил изображать людей — по имеющимся сведениям, человеческие фигуры на его картинах писали Якоб Йорданс, Абрахам Янсенс и другие мастера. В натюрмортах Снейдерса различные предметы объединены в группы, образуя структурированную композицию. Повторяющиеся мотивы: мёртвые зайцы и птицы, таццы (неглубокие блюда на высокой ножке), корзины с виноградом и другими фруктами, эмалированные кувшины и китайский фарфор.
Снейдерс любил изображать дичь на стадии приготовления еды. Он часто включал в свои картины живых животных, таких как кошки или собаки, чтобы создать контраст между живыми и неодушевлёнными предметами.

Снейдерс, применив к жанру натюрморта те же принципы, которые Рубенс положил в основу парадных аллегорических композиций, создал новый тип монументального натюрморта. Живопись Снейдерса соединяет черты стихийного народного натурализма и динамики стиля барокко, к ней не применим термин «натюрморт» в обычном смысле этого слова. Это не «мёртвая», а живая природа. Недаром современники называли картины Снейдерса просто «лавками», «кухнями», «кладовыми», «охотами». Целые серии таких «лавок» Снейдерс выполнял по заказам королей, архиепископов и монастырей
Большие и обильные натюрморты Снейдерса интерпретировались в истории искусства по-разному. В этих картинах часто читают типично фламандское послание роскошного изобилия, доступного в Антверпене, который в то время находился под управлением Испании, демонстрирующей превосходство испанского правления по сравнению с протестантскими мятежными Северными Нидерландами. В Санкт-Петербургском Эрмитаже имеется значительное количество (пятнадцать картин) произведений Снейдерса и его мастерской (художник был популярен при петербургском Императорском дворе) с изображениями «даров охоты» — «горы битой дичи, подстреленных птиц, зайцев и оленей с остекленелыми глазами. Они производят не жизнерадостное, а, скорее, удручающее впечатление».
А. Н. Бенуа объяснял появление этого жанра в следующем весёлом экскурсе:

Снейдерс специализировался на животных и живностях, и это явление вполне естественно в такой среде, как Фландрия, обращавшей едва ли не главное своё внимание на удовлетворение желудка. Снейдерс и был таким гениальным метрдотелем фламандского общества, каким-то волшебником, обладавшим даром будить невоздержанные аппетиты в самых усталых и равнодушных людях. Его творчество — грандиозное искушение, направленное на дразнение обжорства. В зале Эрмитажа, в котором собраны едва ли не лучшие из картин Снейдерса, точно готовится лукулловское пиршество: груды сочного мяса лежат рядом с редкой дичью и роскошнейшими рыбами; на других картинах навалены редкие золотистые, лопающиеся от спелости фрукты, прохладные устрицы, душистые грибы и овощи. И всё это выглядит прекраснее, красочнее, богаче, прельстительнее, чем в природе, всё это сгруппировано и разложено человеком, который лучше других смаковал особенные прелести каждого лакомства. Писал Снейдерс свои картины в каком-то подлинном вдохновении — подобно тому, как Тициан писал Венеру или Рембрандт библейских патриархов… И какая жизнь во всей этой «мёртвой натуре»!.. Во Фландрии в XVII веке была целая школа художников, специализировавшихся, так же как Снейдерс, на изображениях животных и «мёртвой натуры». Это объясняется страстью аристократии к охоте в богатых дичью лесах, а также потребностью всего общества, настроенного на эпикурейский лад, всюду видеть напоминание о самом приятном в жизни. Редкая фламандская картина лишена таких деталей, как фрукты, овощи, птицы, звери или рыбы. Иногда исторические картины писались как будто только для того, чтобы иметь предлог изображать в грандиозном обилии эти любимые предметы"
Наюрморты Снейдерса, как и картины другого фламандского живописца Якоба Йорданса, оказали значительное влияние на голландского художника Яна Давидса де Хема, который долгое время работал в Антверпене.

## Галерея
- Натюрморт с корзиной фруктов. Между 1635 и 1639. Холст, масло. Частное собрание
- Натюрморт с птицей и дичью. 1614. Холст, масло. Музей Вальрафа-Рихарца, Кёльн
- Рыбный рынок. Ок. 1621. Холст, масло. Совместно с А. Ван Дейком. Музей истории искусств, Вена
- Охота на кабана. 1625—1630. Холст, масло. Прадо, Мадрид
- Птичий концерт. 1630-е. Холст, масло. Государственный Эрмитаж, Санкт-Петербург